# 阿里爾獎
阿里爾獎（西班牙語：Premio Ariel），俗稱墨西哥奧斯卡，由墨西哥電影藝術與科學學院於1945年建立，針對墨西哥電影業並認可其卓越的藝術和技術的年度獎項。其成立目的志在推動發展，藉著合作壯大整個行業。

## 外部連結
- Academia Mexicana de Artes y Ciencias Cinematograficas Official Website （页面存档备份，存于） (In Spanish)
- Ariel Awards, Mexico （页面存档备份，存于） at Internet Movie Database
- History of the Ariel （西班牙語） at the Mexican Academy of Film.
- El Ariel （页面存档备份，存于） （西班牙語） at wikisource

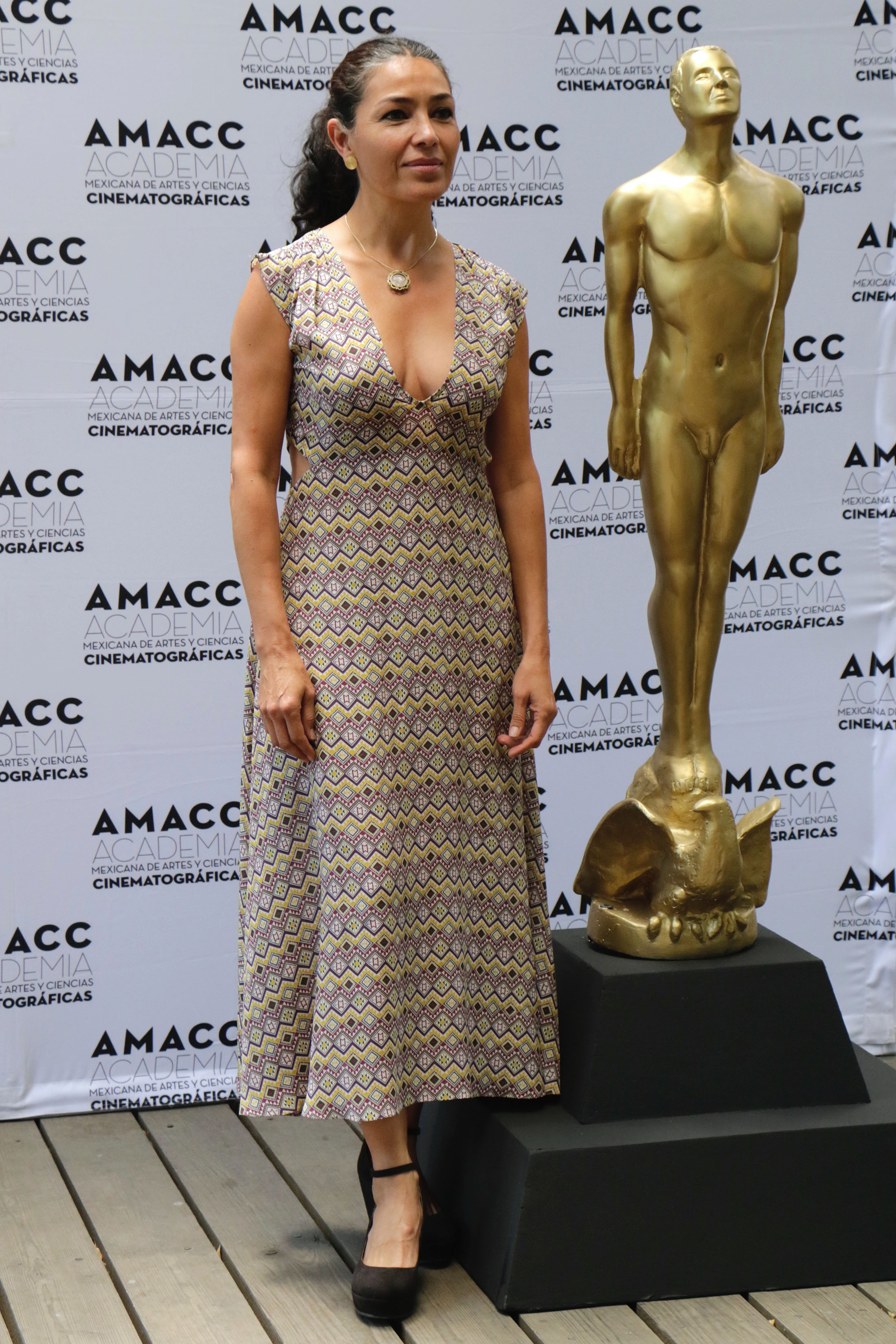
女演員多洛雷斯·埃雷迪亚站在阿里爾獎塑像旁（2017年攝）

- Premio Ariel - Historia （页面存档备份，存于）